# Chaerophyllum hakkiaricum
Chaerophyllum hakkiaricum är en flockblommig växtart som beskrevs av Ian Charleson Hedge och Lamond. Chaerophyllum hakkiaricum ingår i släktet rotkörvlar, och familjen flockblommiga växter. Inga underarter finns listade i Catalogue of Life.